# Polillo (Quezon)
Polillo è una municipalità di seconda classe delle Filippine, situata nella Provincia di Quezon, nella regione di Calabarzon.
Polillo è formata da 20 baranggay:
- Anawan
- Atulayan
- Balesin
- Bañadero
- Binibitinan
- Bislian
- Bucao
- Canicanian
- Kalubakis
- Languyin
- Libjo
- Pamatdan
- Pilion
- Pinaglubayan
- Poblacion
- Sabang
- Salipsip
- Sibulan
- Taluong
- Tamulaya-Anitong